# Trihapsis
Trihapsis är ett släkte av steklar. Trihapsis ingår i familjen brokparasitsteklar.
Kladogram enligt Catalogue of Life:
| Trihapsis | \| \| Trihapsis polita \| \| \| \| \| \| Trihapsis punctata \| \| \| \| |
|           | \| \| Trihapsis polita \| \| \| \| \| \| Trihapsis punctata \| \| \| \| |
|           | Trihapsis polita                                                        |
|           |                                                                         |
|           | Trihapsis punctata                                                      |
|           |                                                                         |